# The United States of America (album)
The United States of America è il primo (e unico) album del gruppo statunitense di rock psichedelico The United States of America, pubblicato dalla Columbia Records nel marzo del 1968.

## Tracce
Lato A
1. The America Metaphysical Circus – 4:55 (Joseph Byrd) – Registrato il 14 dicembre 1967
2. Hard Coming Love – 4:43 (Dorothy Moskowitz, Joseph Byrd) – Registrato l'8 dicembre 1967
3. Cloud Song – 3:18 (Testi: Dorothy Moskowitz (ispirato da: Pooh); musica: Joseph Byrd) – Registrato il 14 dicembre 1967
4. The Garden of Earthly Delights – 2:39 (Testi: Dorothy Moskowitz, Joseph Byrd; musica: Joseph Byrd) – Registrato l'11 dicembre 1967
5. I Won't Leave My Wooden Wife for You, Sugar – 3:52 (Testi: Joseph Byrd, Dorothy Moskowitz; musica: Joseph Byrd) – Registrato l'11 dicembre 1967

Durata totale: 19:27
Lato B
1. Where Is Yesterday – 3:07 (Testi: Gordon Marron, Ed Bogas, Dorothy Moskowitz; musica: Gordon Marron, Ed Bogas) – Registrato il 18 dicembre 1967
2. Hard Coming Down – 2:40 (Testi: Joseph Byrd, Dorothy Moskowitz; musica: Joseph Byrd) – Registrato il 7 dicembre 1967
3. Love Song for the Dead Che – 3:25 (Joseph Byrd) – Registrato il 23 dicembre 1967
4. Stranded in Time – 1:50 (Gordon Marron, Ed Bogas) – Registrato il 18 dicembre 1967
5. The American Way of Love – 6:38 – Registrato il 18 dicembre 1967

Durata totale: 17:40
Edizione CD del 2004, pubblicato dalla Sundazed Music Records (SC 11124)
1. The America Metaphysical Circus – 4:56 (Joseph Byrd)
2. Hard Coming Love – 4:41 (Testi: Joseph Byrd, Dorothy Moskowitz; musica: Joseph Byrd)
3. Cloud Song – 3:18 (Testi: Dorothy Moskowitz (ispirato da: Pooh); musica: Joseph Byrd)
4. The Garden of Earthly Delights – 2:39 (Testi: Dorothy Moskowitz, Joseph Byrd; musica: Joseph Byrd)
5. I Won't Leave My Wooden Wife for You, Sugar – 3:51 (Testi: Joseph Byrd, Dorothy Moskowitz; musica: Joseph Byrd)
6. Where Is Yesterday – 3:08 (Testi: Gordon Marron, Ed Bogas, Dorothy Moskowitz; musica: Gordon Marron, Ed Bogas)
7. Coming Down – 2:37 (Testi: Joseph Byrd, Dorothy Moskowitz; musica: Joseph Byrd)
8. Love Song for the Dead Che – 3:25 (Joseph Byrd)
9. Stranded in Time – 1:49 (Gordon Marron, Ed Bogas)
10. The American Way of Love – 6:38
11. Osamu's Birthday – 2:59 (Joseph Byrd) – Bonus Track - Originally Unissued (inedito), registrato il 15 dicembre 1967
12. No Love to Give – 2:36 (Dorothy Moskowitz) – Bonus Track - Originally Unissued (inedito), registrato il 13 dicembre 1967
13. I Won't Leave My Wooden Wife for You, Sugar – 3:45 (Testi: Joseph Byrd, Dorothy Moskowitz; musica: Joseph Byrd) – Bonus Track - Alt. Version (versione inedita), registrato l'11 dicembre 1967
14. You Can Never Come Down – 2:32 (Joseph Byrd) – Bonus Track - Previously Unissued (inedito), registrato il 9 maggio 1968
15. Perry Pier – 2:37 (Dorothy Moskowitz) – Bonus Track - Previously Unissued Demo (demo, inedito), registrato il 30 luglio 1968
16. Tailor Man – 3:06 (Dorothy Moskovitz) – Bonus Track - Previously Unissued Demo (demo, inedito), registrato il 30 luglio 1968
17. Do You Follow Me – 2:34 (Kenneth Edwards) – Bonus Track - Previously Unissued Demo (demo, inedito), registrato il 30 luglio 1968
18. The American Metaphysical Circus – 4:01 (Joseph Byrd) – Bonus Track - Previously Unissued (versione inedita, audizione per la Columbia Records), registrato il 1 settembre 1968
19. Mouse (The Garden of Earthly Delights) – 2:39 (Testi: Dorothy Moskowitz, Joseph Byrd; musica: Joseph Byrd) – Bonus Track - Previously Unissued (versione inedita, audizione per la Columbia Records), registrato il 1 settembre 1968
20. Heresy (Coming Down) – 2:32 – Bonus Track -  Previously Unissued (versione inedita, audizione per la Columbia Records), registrato il 1 settembre 1968

Durata totale: 66:23

## Musicisti
LP da A1 a B5 e CD da #1 a #10
- Joseph Byrd - musica elettronica, clavicembalo elettronico, organo, calliope, pianoforte
- Joseph Byrd - voce solista (brani: I Won't Leave My Wooden Wife for You, Sugar e The American Way of Love: Part II - California Good-time Music)
- Dorothy Moskowitz - voce solista
- Gordon Marron - violino elettrico, ring modulator
- Gordon Marron - voce solista (brani: Where Is Yesterday, Stranded in Time e The American Way of Love: Part II - California Good-time Music)
- Rand Forbes - basso elettrico
- Craig Woodson - batteria elettrica, percussioni

Con:
- Ed Bogas - organo (occasionale), pianoforte, calliope

CD: #15, #16 e #17
- Dorothy Moskowitz - voce solista
- Jeff Marinell - chitarra
- Richard Grayson - tastiere
- Carmie Simon - basso
- Dennis Wood - batteria

CD: #18, #19 e #20
- Joseph Byrd - musica elettronica, clavicembalo elettrico, organo, pianoforte
- Dorothy Moskovitz - voce solista
- Mike Agnello - organo
- Stu Brotman - basso
- Craig Woodson - batteria elettrica, percussioni

Note aggiuntive
- David Rubinson - produttore
- David Diller - ingegnere del suono
- Glen Kolotkin - ingegnere del remixaggio
- Arthur Kendy - ingegnere del remixaggio[1]